# Juan Luis Segundo
Juan Luis Segundo SJ (* 31. Oktober 1925 in Montevideo, Uruguay; † 17. Januar 1996 ebenda), Philosoph und Theologe. Er ist ein wichtiger und früher Vertreter der Theologie der Befreiung.

## Leben
Segundo war seit 1941 Jesuit, er studierte Philosophie und Theologie in Buenos Aires (Lizentiat in Philosophie 1952), Löwen (Lizentiat in Theologie) und Paris (Doktor der Philosophie 1963).
Danach arbeitete er als Universitätsseelsorger, leitete das Zentrum für soziale Forschung und Aktion Pedro Fabro in Montevideo und gab die Zeitschrift „Perspectivas de Diálogo“ heraus, bis 1975 auf Druck der Regierung sowohl das Zentrum geschlossen als auch die Zeitschrift eingestellt werden mussten. Danach arbeitete er weiter mit verschiedenen Laiengruppen.
Segundo lehrte an Hochschulen in Europa, Nord- und Lateinamerika (u. a. Harvard, Chicago, Toronto, Montreal, Birmingham und Sâo Paulo), bekleidete aber niemals eine akademische Funktion in Uruguay.

## Theologische Schwerpunkte und Leistungen
- Hermeneutischer Zirkel
- Unterscheidung von Glaube und Ideologie
- Option für die Armen
- Christologie aus der Sicht der Armen
- Ekklesiologie und Theologie des II. Vatikanischen Konzils
- Dogmenentwicklung als Deuterolernprozess (im Anschluss an Gregory Bateson)

## Bibliografie
- Berdiaeff. Une réflexion chrétienne sur la personne, Paris 1963
- Masas y Minorías en la dialéctica divina de la liberación, Buenos Aires 1973
- Die Option zwischen Kapitalismus und Sozialismus als theologische Crux, in: Concilium (D) 10 (1974), 434-443
- Liberation of Theology, Dublin: Gill and Macmillan 1977
- The Hidden Motives of Pastoral Action, Maryknoll: Orbis 1978
- El hombre de hoy ante Jesús de Nazaret, Bde. I und II, Madrid: Ediciones Cristiandad 1982
- Teología abierta, (3 Bände), Madrid: Ediciones Cristiandad 1983-1984
- Teología de la liberación. Respuesta al Cardenal Ratzinger, Madrid: Ediciones Cristiandad 1985
- La opción por los pobres como clave hermenéutica para entender el evangelio, in: Sal Terrae 74 (1986) 473-482 und in: RELaT 118
- Die zwei Theologien der Befreiung in Lateinamerika, in: Michael Sievernich (Hg.): Impulse der Befreiungstheologie für Europa. Ein Lesebuch, Mainz: Grünewald 1988, 103-117
- Jesus und seine Gemeinde, in: Giancarlo Collet (Hg.): Der Christus der Armen. Das Christuszeugnis der lateinamerikanischen Theologie, Freiburg/Breisgau: Herder 1988, 107-126
- El dogma que libera (Presencia Teológica 53), Santander: Sal Terrae 1989
- La historia perdida y recuperada de Jesús de Nazaret. De los Sinópticos a Pablo (Presencia Teológica 65), Santander: Sal Terrae 1991
- ¿Qué mundo? ¿Qué hombre? ¿Qué Dios? (Presencia Teológica 72), Santander: Sal Terrae 1993
- Signs of the Times. Theological Reflections, hg. von Alfred T. Hennelly SJ, Maryknoll: Orbis 1993
- El caso Mateo. Los comienzos de una ética judeocristiana (Presencia Teológica 74), Santander: Sal Terrae 1994
- "Freiheit und Befreiung" und "Offenbarung, Glaube und Zeichen der Zeit", in: Ignacio Ellacuría; Jon Sobrino (Hg.): Mysterium Liberationis. Grundbegriffe der Theologie der Befreiung, 1. Bd., Luzern: Exodus 1995, 361-381; 433-460
- El infierno. Un diálogo con Karl Rahner, Montevideo: Trilce; Buenos Aires: Lohlé 1998

## Sekundärliteratur
- Stefan Aulbach: Spiritualität schafft Befreiung. Der Entwurf christlicher Existenz bei Juan Luis Segundo. Lang, Frankfurt am Main u. a. 1992, ISBN 3-631-45078-8 (Würzburger Studien zur Fundamentaltheologie 10).
- Norbert Brieskorn: Juan Luis Segundo. Von der Theologie der Befreiung zur Befreiung der Theologie. In: Peter Neuner, Gunther Wenz (Hrsg.): Theologen des 20. Jahrhunderts. Eine Einführung. Wissenschaftliche Buchgesellschaft, Darmstadt 2002, ISBN 3-534-14963-7, S. 217–235
- Gustavo Gutiérrez: Juan Luis Segundo. Una amistad para toda la vida. In: Signos 16, 1, 1996, S. 8.
- Elbio Medina: Engagement und Intellektualität. Zum Tode von Juan Luis Segundo (1925–1996). In: Orientierung 60, 1996, ISSN 0030-5502, S. 85–87.
- Stefan Silber: Die Befreiung der Kulturen. Der Beitrag Juan Luis Segundos zur Theologie der inkulturierten Evangelisierung. Peter Lang, Frankfurt am Main u. a. 2002, ISBN 3-631-38573-0 (Würzburger Studien zur Fundamentaltheologie 27).
- Stefan Silber: Befreiung des Evangliums, Befreiung der Kulturen. Der Beitrag Juan Luis Segundos zur Theologie der inkulturierten Evangelisierung. In: Neue Zeitschrift für Missionswissenschaft 58, 2, 2002, ISSN 0028-3495, S. 111–130.
- Stefan Silber: Segundo SJ, Juan Luis. In: Biographisch-Bibliographisches Kirchenlexikon (BBKL). Band 32, Bautz, Nordhausen 2011, ISBN 978-3-88309-615-5, Sp. 1270–1275.